# ティーンエイジ・ドリーム (ケイティ・ペリーのアルバム)
『ティーンエイジ・ドリーム』（英: Teenage Dream）は、アメリカ合衆国のシンガー・ソングライター、ケイティ・ペリーの3枚目のスタジオ・アルバム。

## 概要

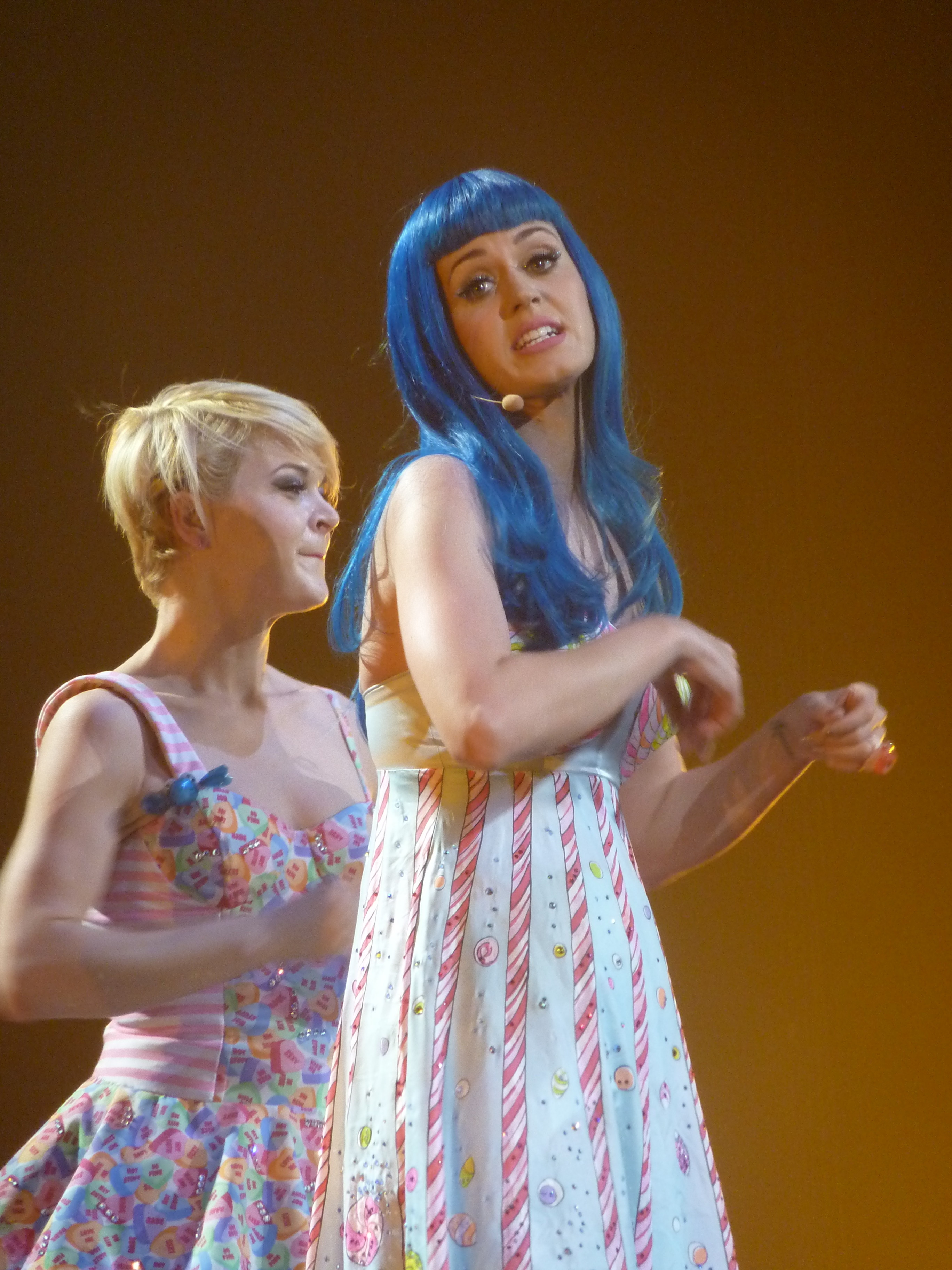
"California Dreams Tour"

シングルカットされた「California Gurls」、「Teenage Dream」、「Firework」、「E.T.」、「Last Friday Night (T.G.I.F.)」が、米ビルボード総合シングルチャートで1位を獲得。この記録は、キング・オブ・ポップことマイケル・ジャクソンがアルバム『バッド』で達成した記録と並び、1枚のアルバムに収録された5曲のシングルで首位を勝ち取った史上初の女性アーティストとなる（それまではファーギーがアルバム『プリンセス・ファーギー』で達成した3作）。
- デジパック・デラックス・エディションと通常盤の2形態でリリースされ、デジパック・デラックス・エディションにはボーナスCDが付いている。
- Billboard 200全米アルバム第1位を獲得。

## 特典
通常盤およびデラックス・エディション共通特典
- 日本盤特典：ボーナス・トラック、解説、歌詞対訳付
- 初回限定特典：「抽選で500名様にケイティ特製Tシャツが当たる」応募アクセス権付！
- 初回限定特典：わたあめの香り付ブックレット封入！

## 収録曲
1. ティーンエイジ・ドリーム / Teenage Dream 
ドラマ『Glee/グリー』の第2シーズンでダルトン・アカデミー校 ウォーブラーズによってカバーされ、ブレイン・アンダーソン役のダレン・クリスがリードを担当した。このバージョンは全米で8位を記録している。
2. ラスト・フライデイ・ナイト(T.G.I.F.) / Last Friday Night (T.G.I.F.)
3. カリフォルニア・ガールズ feat. スヌープ・ドッグ / California Gurls (feat. Snoop Dogg)
4. ファイアーワーク / Firework
5. ピーコック / Peacock
6. サークル・ザ・ドレイン / Circle The Drain
7. ジ・ワン・ザット・ゴット・アウェイ / The One That Got Away
8. E.T. / E.T.
9. フー・アム・アイ・リヴィング・フォー？ / Who Am I Living For?
10. パール / Pearl
11. ハミングバード・ハートビート / Hummingbird Heartbeat
12. ノット・ライク・ザ・ムービーズ / Not Like The Movies

日本盤ボーナス・トラック
1. カリフォルニア・ガールズ（インナーパーティーシステム・リミックス） / California Gurls - Innerpartysystem Remix

### Bonus CD
[1万枚生産限定-2CDデジパック・デラックス・エディションのみ]
1. イフ・ウィ・エヴァー・ミート・アゲイン　[ ティンバランド feat. ケイティ・ペリー] / If We Ever Meet Again Timbaland feat. Katy Perry
2. スターストラック　[スリー・オー・スリー feat. ケイティ・ペリー] / Starstrukk 3Oh!3 feat. Katy Perry
3. カリフォルニア・ガールズ（パッション・ピット・リミックス） / California Gurls - Passion Pit Remix feat. Snoop Dogg
4. カリフォルニア・ガールズ（アーマンド・ヴァン・ヘルデン・リミックス） / California Gurls - Armand Van Helden Remix feat. Snoop Dogg
5. ティーンエイジ・ドリーム（カスケイド・リミックス） / Teenage Dream - Kaskade Remix